# جون بيدجون
جون بيدجون (بالإنجليزية: John Pidgeon)‏ هو شخصية أعمال أسترالي، ولد في 15 يوليو 1926، وتوفي في 2 يونيو 2016.